# Stereo Express
Stereo Express (* 1980 in Gent, Belgien, als Chris Laurens, auch Pseudonym Chris D'Hoker) ist ein belgischer DJ und Musikproduzent der elektronischen-Tanzmusik.

## Karriere
Laurens begann seine Musikkarriere 2010 in Gent. Überregionale Bekanntheit erlangte er durch seinen Remix des Klassikers Sweet Dreams von Eurythmics (2014), der mehr als 21 Mio. Aufrufe auf Youtube verzeichnet. 2012 gründete er sein eigenes Label Love Matters und 2022 sein neues Label Off World Records. 2013 zog er nach Berlin, um sich in die internationale Technoszene zu etablieren. 2014 erschien sein Debütalbum La Vie en Rose auf dem Label Burlesque. 2018 erschien sein nächstes Album Express Yourself auf seinem eigenen Label. Viele seiner Produktionen, wie Endurance (Einmusika Records), Aquiver (Love Matters) & Rebirth (Love Matters) erreichten Top-10-Chart-Positionen auf Beatport. Es folgten weitere Stücke bei Labels wie Stil vor Talent und Kittball sowie Auftritte bei renommierten Festivals wie SonneMondSterne, Ikarus und Fusion.
Seit 2014 tritt Christophe D´Hoker unter dem Namen Stereo Express als DJ und Liveact auf. Er erreichte internationale Bekanntheit und reiste mit seiner Musik bereits in 40 verschiedene Länder rund um die ganze Welt, von Europa, Nordamerika, über Asien und Afrika.
Im Juni 2022 wurde seine Single Monfrague auf Cercle Records mit einer Kino-Premiere im Le Grand Rex gefeiert.

## Diskografie (Auswahl)

### Alben
- 2014: La Vie en Rose (Burlesque)
- 2018: Express Yourself (Love Matters)

### EPs
- 2019: Mama Africa / Khamisi (3000 Grad)
- 2019: Between Dreams And Reality (Love Matters)
- 2019: Nobody feat. Ines South (Love Matters)

### Singles
- 2018: Kadanza (Love Matters)
- 2018: Savanah (Stil vor Talent)
- 2018: Majime (Love Matters)
- 2018: Mantra (Lauter.)
- 2018: Nightfall in Marrakech (Love Matters)
- 2018: Makaveli (Kittball Records)
- 2019: Aquiver (Love Matters)[2]
- 2019: Babayani (Love Matters)
- 2019: Agatha (Love Matters)
- 2019: Sacramento (Love Matters)
- 2019: Saha (Love Matters)
- 2020: Aurora (Love Matters)
- 2020: Exilir (Eleatics Records)
- 2020: Fading Time feat. Felix Raphael (Ame Records)
- 2020: Liberty (Love Matters Records)
- 2020: Endurance w/ Einmusik (Einmusika Records)[3]
- 2020: Rebirth (Love Matters)[4]
- 2021: Atlantis (Love Matters)
- 2022: The Realm (Off World Records)
- 2022: Aphrodisia (Off World Records)
- 2022: Transcendence (Off World Records)
- 2022: Monfrague (Cercle Records)

### Remixes
- 2018: Mark Tarmonea – Clocks (Stereo Express Remix) – Bull In A China Shop
- 2018: Matchy – Mireky (Stereo Express Remix) – Lauter.
- 2018: Beatamines – Spark (Stereo Express Remix) – Lauter.
- 2019: Paul Svenson – Karuneshh (Stereo Express Remix) – Love Matters
- 2020: Dapayk Solo – Streets (Stereo Express Remix) – Love Matters
- 2021: Stan Kolev – Ahimsa (Stereo Express Remix) – UV Records
- 2021: Morttagua & L_Cio feat Eleonora – Blue Eyes (Stereo Express Remix) – Timeless Moment
- 2021: Hugo Cantarra, Emmanuel Diaz feat. Shyam P – Freedom (Stereo Express Remix) – Family Piknik Music
- 2021: Eleonora, Morttagua – Blue Enigma (Stereo Express Remix) – Timeless Moment
- 2022: Citizen Kain – Bareknuckle (Stereo Express Remix) – BeatFreak Recordings